# SG Düren 99
SG Düren 99 is een Duitse sportclub uit Düren in de Duitse deelstaat Noordrijn-Westfalen. De club werd in 1899 opgericht en is actief in meerdere sporttakken waaronder atletiek, tennis, gymnastiek, poolen, voetbal en zeilen.

## Geschiedenis
De club ontstond in 1935 door een fusie tussen SC Germania Düren en Dürener SC 03, hierbij werd het oprichtingsjaar van Germania Düren in de naam overgenomen. Op 29 juni 2001 fuseerde de club met Schwarz-Weiß 1896 Düren en werd zo SG Schwarz-Weiß Düren 99. Hierdoor speelde de club een tijdje in de Landesliga, maar in 2007 werd de fusie ongedaan gemaakt en werden de clubs terug zelfstandig. In april 2011 fuseerde de club met GFC Düren 09 en nam de naam SG GFC Düren 99 aan.